# الباب الأثري حمام الزواكرة
 الباب الأثري حمام الزواكرة  هو معلم أثري تونسي مصنف من قبل المعهد الوطني للتراث يقع في ولاية سليانة في الشمال الغربي التونسي، تحديدا في مدينة حمام الزواكرة تم تصنيف المعلم في يوم 19 مارس 1894.
زارها زين العابدين بن علي في 1992 عن طريق الهيليكوبتر

## مقالات ذات صلة
- قائمة المعالم الأثرية المصنفة في تونس